# Monsieur de Morand
'Monsieur de Morand' est un cultivar de rosier obtenu en 1891 par Mme Schwartz. Il est issu d'un semis de 'Général Jacqueminot' (Roussel, 1853). Cette obtention lyonnaise a été un grand succès de la Belle Époque et retrouve aujourd'hui un certain regain.

## Description
'Monsieur de Morand' est un hybride remontant aux grosses fleurs globuleuses de couleur rose bonbon aux nuances carmin, fleurissant abondamment en bouquets. La floraison a lieu tout au long de la saison. Ce rosier est très apprécié pour ses fleurs en forme de chou. Le buisson s'élève à 150 cm de hauteur.
Sa zone de rusticité est de 6b à plus chaud ; il résiste donc bien aux hivers froids. Il est très résistant aux maladies.
On peut admirer 'Monsieur de Morand' à l'Europa-Rosarium de Sangerhausen en Allemagne.